# Peračica
Peračica – wieś w Słowenii, w gminie Radovljica. W 2018 roku liczyła 34 mieszkańców.